# Pseudorthodes vecors
Pseudorthodes vecors är en fjärilsart som beskrevs av Achille Guenée 1852. Pseudorthodes vecors ingår i släktet Pseudorthodes och familjen nattflyn. Inga underarter finns listade.